# LHPP
LHPP (англ. Phospholysine phosphohistidine inorganic pyrophosphate phosphatase) – білок, який кодується однойменним геном, розташованим у людей на 10-й хромосомі. Довжина поліпептидного ланцюга білка становить 270 амінокислот, а молекулярна маса — 29 165.
| 10         |  | 20         |  | 30         |  | 40         |  | 50         |
| ---------- |  | ---------- |  | ---------- |  | ---------- |  | ---------- |
| MAPWGKRLAG |  | VRGVLLDISG |  | VLYDSGAGGG |  | TAIAGSVEAV |  | ARLKRSRLKV |
| RFCTNESQKS |  | RAELVGQLQR |  | LGFDISEQEV |  | TAPAPAACQI |  | LKEQGLRPYL |
| LIHDGVRSEF |  | DQIDTSNPNC |  | VVIADAGESF |  | SYQNMNNAFQ |  | VLMELEKPVL |
| ISLGKGRYYK |  | ETSGLMLDVG |  | PYMKALEYAC |  | GIKAEVVGKP |  | SPEFFKSALQ |
| AIGVEAHQAV |  | MIGDDIVGDV |  | GGAQRCGMRA |  | LQVRTGKFRP |  | SDEHHPEVKA |
| DGYVDNLAEA |  | VDLLLQHADK |  |            |  |            |  |            |

A: Аланін

C: Цистеїн

D: Аспарагінова кислота

E: Глутамінова кислота

F: Фенілаланін

G: Гліцин

H: Гістидин

I: Ізолейцин

K: Лізин

L: Лейцин

M: Метіонін

N: Аспарагін

P: Пролін

Q: Глутамін

R: Аргінін

S: Серин

T: Треонін

V: Валін

W: Триптофан

Кодований геном білок за функцією належить до гідролаз. 
Задіяний у такому біологічному процесі, як альтернативний сплайсинг. 
Білок має сайт для зв'язування з іонами металів, іоном магнію. 
Локалізований у цитоплазмі, ядрі.